# Quer voar
Quer voar è un singolo del rapper brasiliano Matuê, pubblicato il 10 agosto 2021.

## Video musicale
Il video musicale è stato reso disponibile in concomitanza con l'uscita del brano.

## Tracce
Testi e musiche di Matuê, Emicida, Lorentz, Palace, Quantich e Rael da Rima.
1. Quer voar – 3:07

## Formazione
- Matuê – voce, produzione
- Lorentz – produzione
- Palace – produzione
- Quantich – produzione

## Classifiche

### Classifiche settimanali
| Classifica (2021) | Posizione massima |
| ----------------- | ----------------- |
| Brasile           | 2                 |
| Portogallo        | 3                 |

### Classifiche di fine anno
| Classifica (2021) | Posizione |
| ----------------- | --------- |
| Brasile           | 41        |
| Portogallo        | 39        |
| Classifica (2022) | Posizione |
| Brasile           | 100       |